# Neustädtischer Mühlentorturm

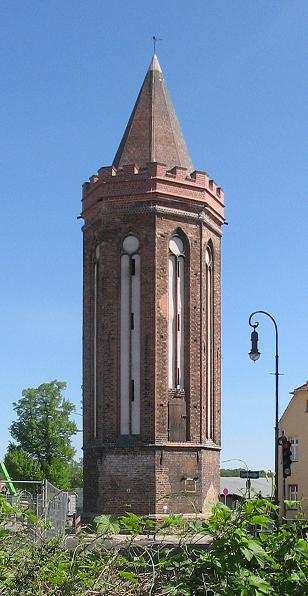
Neustädtischer Mühlentorturm

Der Neustädtische Mühlentorturm ist ein Torturm der Neustädter Stadtmauer in Brandenburg an der Havel. Er gehört zu den ehemals mindestens 8 Tortürmen (heute noch 4 verblieben) der ehemals beiden Städte Brandenburg und ist ein Teil der mittelalterlichen Wehranlagen, die einst zehn Tore besaßen.

## Name und Funktion
Der Neustädtische Mühlentorturm war Teil einer ausgeprägten Toranlage mit Vortor, die bis ins 17. Jahrhundert noch vollständig erhalten war. Zur Verbesserung der Verkehrsführung wurde diese teilweise abgerissen und die angrenzende Stadtmauer geöffnet. Bis 1839 stand östlich neben dem Turm ein barockes Tor, das seine Funktion im Rahmen der Akzisemauer hatte. Das Tor kontrollierte die Ausfallstraße der Neustadt Brandenburg nach Nordosten (später Spandauer Heerstraße genannt). Diese Straße verlief über den Mühlendamm zur Dominsel und weiter über weitere Dämme in Richtung Spandau. Vor dem Tor auf dem Mühlendamm befinden sich ehemalige Wassermühlen der Neustadt Brandenburg, die schon seit Anfang des 13. Jahrhunderts durch Aufstauen der Havel um etwa 1,20 m den Wasserspiegelunterschied zum Antrieb ihrer Mühlwerke nutzten. Den Zusatz „Neustädtisch“ trägt er, da die Altstadt Brandenburg ebenfalls einen Mühlentorturm besaß, der allerdings 1805 niedergelegt wurde.

## Gestalt

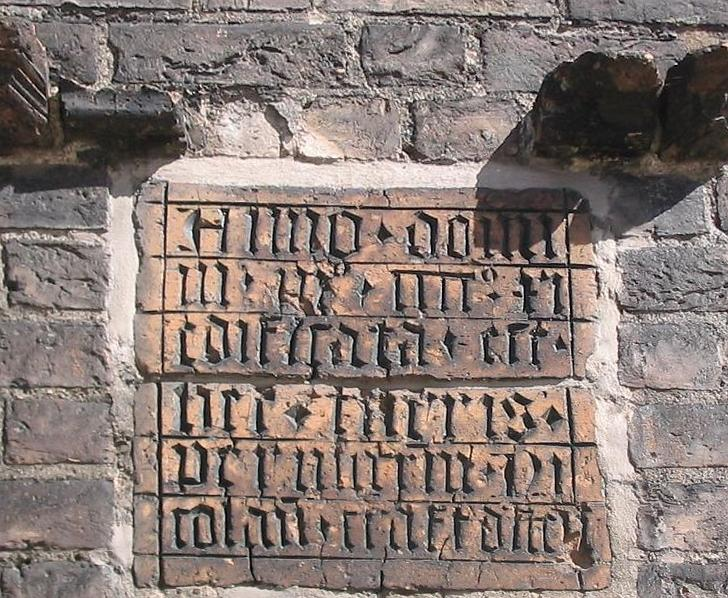
Inschrift

Der Neustädtische Mühlentorturm ist ein Backsteinbau im Stil der Pommerschen Spätgotik. Er ruht auf einem achteckigen Grundriss und ist 28,85 m hoch. Nach Grasow stand der Turmschaft früher auf einem rechteckigen Unterbau, der jedoch im Jahre 1864 zugunsten der Verkehrsführung am Turm vorbei auf den Grundriss des Turmschaftes zurückgesetzt wurde. Die acht Außenflächen werden von hohen gotischen Spitzbogenblenden geziert. Im Dachgeschoss umschließt ein Zinnenkranz die achteckige Spitzhaube des Turmes, die von einem schmiedeeisernen Adler gekrönt wird. Der Turm beherbergt fünf Geschosse, die nur durch Leitern und enge Deckenöffnungen zu erreichen sind. Das unterste Geschoss diente mutmaßlich wohl als Gefängnisraum. Der Turm selbst ist nur durch eine stadtseitig (im Süden) angebrachte Türöffnung in 4 bis 5 m Höhe zu erreichen. Im ersten Obergeschoss des Turmes haben sich unter anderem die sozialistische Kinderorganisation der DDR, die Jungen Pioniere und die FDJ mit ihren Emblemen verewigt. Nach Marcus Cante wird der Turm „… zu den ungewöhnlichsten und künstlerisch qualitätvollsten Befestigungstürmen der Mark Brandenburg …“ gezählt.

## Entstehungsgeschichte
Eine originale Tafel an der südlichen Außenwand des Turmsockels nennt Nikolaus Kraft aus Stettin als Baumeister des Turmes. Kraft erbaute den Turm im Jahre 1411. Er war ein Kollege und Bekannter des ebenfalls mutmaßlich aus Stettin stammenden Hinrich Brunsberg, dessen Baubetrieb zur selben Zeit die Arbeiten an der 300 m südwestlich gelegenen St. Katharinenkirche beendeten. Jüngste Dendordatierungen von etagenweise in die Turmwand eingezogenen Ankerhölzern weisen darauf hin, dass der Turm innerhalb eines Jahres fertiggestellt wurde. Zudem wurden bei der Überholung der Turmspitze Formsteine gefunden, die mit an Sicherheit grenzender Wahrscheinlichkeit aus den überzähligen Restbeständen von der Baustelle der Nordkapelle der St. Katharinenkirche stammen.
Der Text der in die Turmwand eingelassenen Inschrift lautet: „Anno domini 1411 edificata est haec turris per magistrum Nicolaum craft de stettin.“ Übersetzt bedeutet dies: „Im Jahre des Herren 1411 ist dieser Turm durch Meister Nikolaus Kraft aus Stettin aufgeführt worden.“

## Besonderheiten
Während des Brandenburger Türmetages im September eines jeden Jahres kann der Turm von innen besichtigt und bestiegen werden.